# Устюжанино (Кемеровская область)
Устюжа́нино — село в Ленинск-Кузнецком районе Кемеровской области. Входит в состав Подгорновского сельского поселения.

## География
Центральная часть населённого пункта расположена на высоте 184 метров над уровнем моря.

## Население
По данным Всероссийской переписи населения 2010 года, в селе Устюжанино проживает 13 человек (7 мужчин, 6 женщин).